# Elia Levita
Elia Levita (Neurenberg, ca. 1469 – Venetië 1549) was een Joods-humanistisch geleerde, actief in Duitsland en Italië, die een sleutelrol speelde in de ontwikkeling van de Hebreeuwse grammatica en lexicografie in de vroegmoderne tijd.

## Biografie
Levita werd geboren in 1469 in Neurenberg. Rond 1504 vestigde hij zich in Padua, en verhuisde in 1514 naar Venetië. In 1518 werkte hij in Rome als leraar Hebreeuws, onder meer voor kardinaal Egidio da Viterbo. Na de plundering van Rome in 1527 keerde hij terug naar Duitsland, waar hij vanaf 1530 in Isny werkzaam was als in de drukkerij van de protestantse theoloog Paul Fagius. Samen met Fagius publiceerde hij daar enkele van zijn belangrijkste lexicografische werken. In 1542 keerde Levita terug naar Venetië, waar hij actief bleef als redacteur van Hebreeuwse teksten tot zijn dood in 1549.

## Belangrijkste publicaties
- Sefer ha-Bachur (Rome, 1518) – een beknopte Hebreeuwse grammatica, bedoeld voor studenten.[6]
- Tishbi (Isny, 1541) – een verklarend woordenboek van circa 700 rabbinische en talmoedische termen.[7]
- Meturgeman (Isny, 1541) – een Aramees-Hebreeuws woordenboek, gericht op termen uit de Targoemim.[8]
- Baḥur (Isny, 1542) – een Latijnse vertaling en toelichting op Sefer ha-Bachur, uitgegeven door Paulus Fagius.[9]
- Bovo-Bukh (ca. 1541, mogelijk Augsburg of Venetië) – een Jiddische ridderroman in verzen, gebaseerd op het Italiaanse Buovo d’Antona.[10]